# Ólöf Arnalds
Ólöf Arnalds (Reykjavik, 4 januari 1980) is een IJslands folkzangeres en multi-instrumentalist. Ze is een nicht van zanger en pianist Ólafur Arnalds, een semi-klassieke componist.

## Biografie
Arnalds is opgeleid tot klassiek violist aan de Iceland Academy of the Arts. In het begin van haar carrière speelde ze geregeld als sessiemuzikant op albums van IJslandse artiesten.
Sinds 2003 speelt ze in de experimentele-muziekgroep múm. In 2004 verscheen haar eerste album met múm, getiteld Summer Make Good. Arnalds speelde in 2006 gitaar en charango, een Zuid-Amerikaans snaarinstrument, op het album Sería van Skúli Sverrisson. In 2007 verscheen haar solodebuut, Við Og Við, dat volledig in het IJslands geschreven is. Dit album werd geproduceerd door Kjartan Sveinsson (van Sigur Rós).
In september 2010 werd het tweede album uitgebracht, getiteld Innundir Skinni, met daarop ook Engelse teksten. Sveinsson was wederom verantwoordelijk voor de productie. Op Innundir Skinni werkte Arnalds samen met David Thor Jonsson, met wie zij ook optreedt, en Björk, die achtergrondzang verzorgt voor het nummer "Surrender". Op 28 juni 2010 verscheen het nummer "Innundir Skinni" als eerste single van dit album, met op de B-kant het door Arthur Russell geschreven "Close My Eyes".

## Discografie

### Studioalbums
- Summer Make Good (2004), met múm
- Sería (2006), met Skúli Sverrisson
- Við Og Við (2007)
- Innundir Skinni (2010)
- Sudden Elevation (2013)
- Palme (2014)

### Ep's
- Ölof Sings (september 2011)
- The Matador Ep (oktober 2013)

### Singles
- 7" Maria Bethânia/Sveitin milli sanda (augustus 2009)
- 7" Innundir skinni/Close My Eyes (juni 2010)
- 7" Crazy Car/Sukiyaki (september 2010)
- 7" Surrender/Instans (maart 2011)